# Чернушка (фильм)
«Чернушка» (азерб. Qaraca Qız) — азербайджанский советский полнометражный фильм режиссёров Шамиля Махмудбекова и Руфата Шабанова, снятый на киностудии «Азербайджанфильм», повествующий о трагической жизни смелой и доброй девочки-сироты (Туту).

## Сюжет
Родители маленькой девочки Туту погибли в результате землетрясения, и её подобрали бродячие актёры цыгане-гарачи. Вскоре Туту (как назвала её новая семья) также становится частью этого музыкального и актёрского мира. В то время, как её приёмный отец показывает трюки с медведем, Туту исполняет танцы, но однажды, когда выпивший отец разозлил медведя, тот его убил.
Гарачи, с которыми жила Туту, жили во владениях Селим-бека, у которого была дочь Хадиджа — ровесница Туту. Туту после смерти отчима жила у садовника бека — дедушки Пири, который заботился о ней как о родной внучке. Вскоре Хадиджа и Туту подружились, однако жена бека была против дружбы её дочери с цыганкой, и однажды, когда она увидела, что девочки танцуют вместе под цыганскую музыку, то, рассердившись, ударила Туту. Хадиджа же выбежала в сад, где её ужалила змея. Услышав крик девочки, Туту прибежала на помощь и высосала яд из ранки, чем спасла жизнь своей подруги, однако, к сожалению, яд всё-таки попал в организм Туту через ссадину на губе, оставшейся после пощёчины матери Хадиджи. Несмотря на старания врача, Туту умирает.

## О фильме
Фильм является одной из двух новелл киноальманаха «Чернушка», снятый по одноимённому рассказу Сулеймана Сани Ахундова из сборника «Страшные сказки». Премьера фильма состоялась 15 мая 1967 года в Москве.

## В ролях
- Севиль Зейналова — Туту
- Лейли Ахундова — Хадиджа
- Шафига Мамедова — Периджахан, мать Хадиджи
- Мирза Бабаев — Селим-бек, отец Хадиджи
- Раиса Удовикова — сестра Юсифа Ясемен
- Олег Хабалов — Юсиф
- Джаббар Алиев — Пири
- Фатех Фатуллаев — Гусейн-бек
- О.Хагги — Рагим-бей
- Дадаш Казимов — нукер